# Cyligramma joa
Cyligramma joa là một loài bướm đêm thuộc họ Noctuidae. This moth species is commonly được tìm thấy ở Madagascar.